# Xylenolphthalein
Xylenolphthalein ist ein Triphenylmethanfarbstoff und gehört zur Familie der Phthaleine. Der Name setzt sich aus Xylenol und Phthalsäureanhydrid zusammen. Es findet Verwendung als pH-Indikator. Das entsprechende Sulfonphthalein ist das Xylenolblau.

## Eigenschaften
Bei einem pH-Wert von 0 bis etwa 9,3 ist gelöstes Xylenolphthalein farblos, bei höherem pH-Wert (10,5) färbt sich die Lösung blau, im stark alkalischen Medium, bei einem pH-Wert nahe 14, wird sie wieder farblos. Xylenolphthalein wird daher u. a. bei der Titration basischer Lösungen als Indikator verwendet.
Es ist in Wasser nicht löslich und findet meist in 0,1%iger alkoholischer Lösung Verwendung. Es ist eine schwache Säure.

## Darstellung
In einer Friedel-Crafts-Acylierung werden p-Xylenol (2,5-Dimethylphenol) und Phthalsäureanhydrid in Gegenwart geringer Mengen konzentrierter Schwefelsäure umgesetzt.